# Водяне (Запорізький район)
Водяне́ —  село в Україні, у Широківській сільській громаді Запорізького району Запорізької області. Населення становить 46 осіб. До 2016 орган місцевого самоврядування - Широківська сільська рада.

## Географія
Село Водяне знаходиться на одному з витоків річки Томаківка, на відстані 3 км від села Преображенка (Пологівський район) та за 5,5 км від села Широке. Річка в цьому місці пересихає, на ній зроблена загата.

## Історія
У 1790 році кожна родина менонітів отримала на правому березі Дніпра по 65 десятин землі, будівельні матеріали та гроші. Саме тут, вони заснували свої перші вісім поселень, які започаткували Хортицьку колонію (або Хортицький менонітський округ): Хортиця (Верхня Хортиця), Розенталь (Канцирівка), Острів Хортиця, Ейнлаге (Кічкас), Кронсвейде (Володимирівка), Нейебург (Малишівка), Нейендорф (Широке) і Шенгорст (Водяне, Ручаївка).
Історія Широкого та села Водяне почалася з переселення першої родини німців-колоністів: родини Браунів, яка переселилася сюди з Пруссії.
7 (20) листопада 1917 року, відповідно до Третього Універсалу Української Центральної Ради, увійшло до складу Української Народної Республіки.
12 червня 2020 року, відповідно до Розпорядження Кабінету Міністрів України від № 713-р «Про визначення адміністративних центрів та затвердження територій територіальних громад Запорізької області», увійшло до складу Широківської сільської громади.
19 липня 2020 року, в результаті адміністративно-територіальної реформи та ліквідації колишнього Запорізького району(1965-2020), село увійшло до складу новоутвореного Запорізького району.